# مانوزيداز
مانوزيداز (بالإنجليزية: Mannosidase)‏ هوَ إنزيم يُحلل المانوز، ويُجد منه نَوعين: ألفا وَبيتا.
النَقص في هذا الإنزيم يؤدي إلى داء مانوزيدي.